# 布勒伯罗
布勒伯罗（德語：Bröbberow）是德国梅克伦堡-前波美拉尼亚州的一个市镇。总面积14.39平方公里，总人口503人，其中男性261人，女性242人（2011年12月31日），人口密度35人/平方公里。